# Méphénésine
La méphénésine est une substance chimique dérivée du propanediol qui possède des propriétés myorelaxantes mais aussi sédatives, anesthésiques et anticonvulsivantes. On trouve cette molécule dans des médicaments utilisés en cas de contractures musculaires comme le Décontractyl, par voie orale, en pommade ou gel.
La méphénésine est rapidement absorbée. La concentration plasmatique maximale est atteinte en moins d'une heure. Sa demi-vie plasmatique est de 3 heures. Elle est éliminée dans les urines.
La posologie usuelle est de 1,5 g à 3 g par jour en trois prises.
Des cas d'abus ont été signalés, les usagers cherchant un sentiment d'euphorie, d'anxiolyse et de sédation. Ces abus ont conduit les autorités sanitaires à alerter les professionnels de santé, notamment les pharmaciens, sur le possible mésusage de la méphénésine. Mélangée à d'autres dépresseurs du système nerveux central ou du système respiratoire (comme les benzodiazépines et les opiacés), ou absorbée en trop grande quantité seule, la méphénésine peut conduire l'usager au coma et à une dépression respiratoire potentiellement fatale. Mélangée à l'alcool, la méphénésine est particulièrement potentialisée ; ce mélange est formellement déconseillé, car particulièrement dangereux.
En France, l’ANSM a décidé de retirer les autorisations de mise sur le marché des médicaments à base de méphénésine à compter du 28 juin 2019. Cette décision fait suite à une réévaluation défavorable de leur balance bénéfice-risque.